# خوان مولينا
خوان مولينا (بالإسبانية: Juan Molina)‏ هو دراج سلفادوري، ولد في 14 يونيو 1948 في سان سلفادور في السلفادور.

## وصلات خارجية
- خوان مولينا على موقع أرشيف الدراجات (الإنجليزية)
- خوان مولينا على موقع إحصائيات الدراجات الإحترافية (الإنجليزية)
- خوان مولينا على موقع أوليمبيديا (الإنجليزية)